# Guaranda

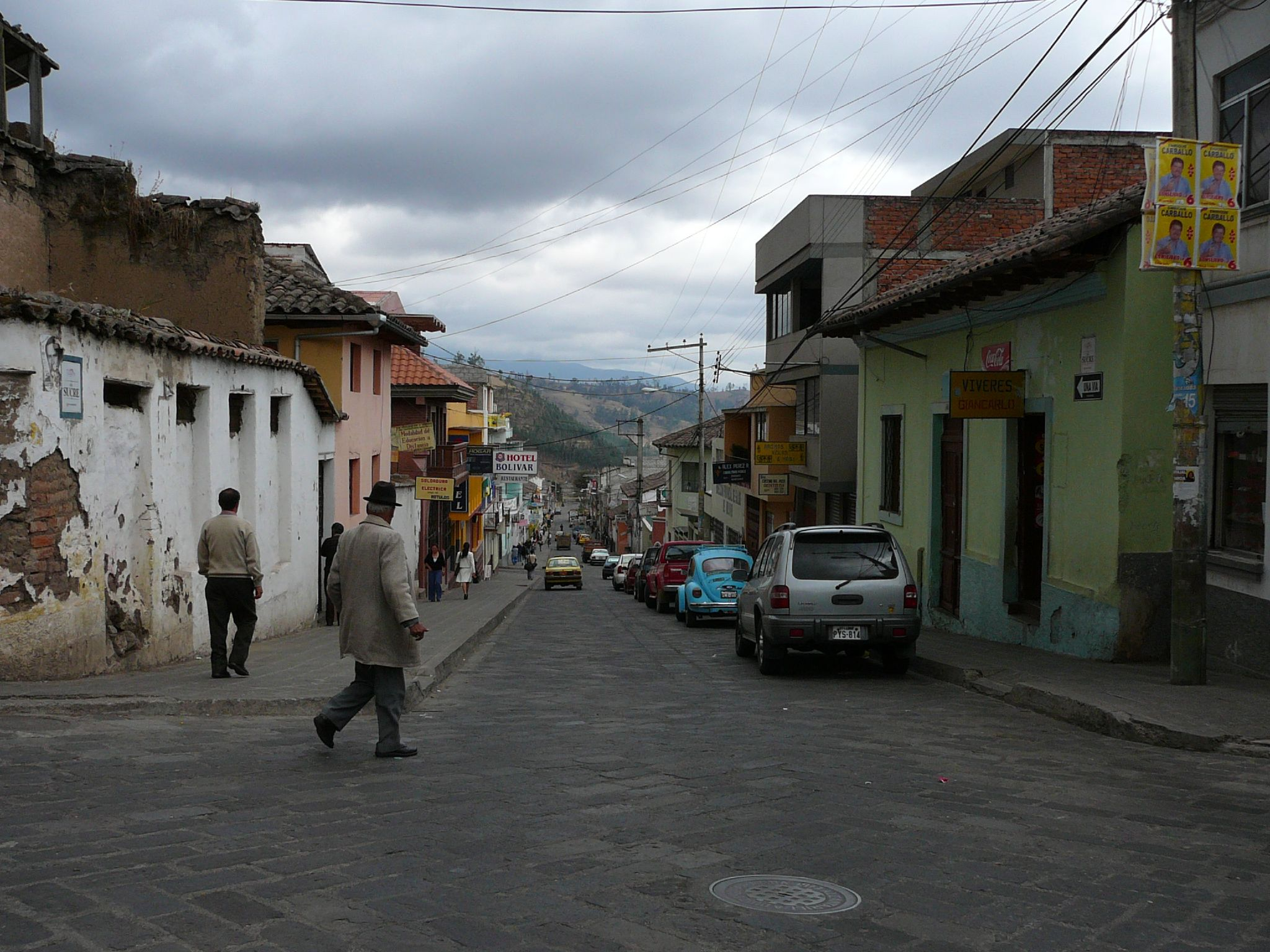
Straßenzug in Guaranda

Guaranda, auch San Pedro de Guaranda, ist eine Stadt (Ciudad) und ein Municipio in der Provinz Bolívar in Zentral-Ecuador. Die Stadt Guaranda hat 22.199 Einwohner (2018) und ist eine Provinzhauptstadt und Verwaltungssitz des gleichnamigen Kantons. Da sie auf ca. 2650 m Höhe zwischen sieben Hügeln (San Jacinto, Loma de Guaranda, San Bartolo, Cruzloma, Tililac, Talalac und El Mirador) liegt, wird sie auch als „Rom Ecuadors“ oder „Ciudad de las Siete Colinas“ bezeichnet. 

## Lage
Die Stadt Guaranda liegt in der Cordillera Occidental zwischen den Flüssen Río Cutebrillas, Oberlauf des Río Chimbo, und Río Salinas. Die Stadt befindet sich 24 km westsüdwestlich vom Vulkan Chimborazo sowie 165 km südsüdwestlich der ecuadorianischen Hauptstadt Quito.

## Municipio
Das 519,6 km² große Municipio Guaranda wird aus drei Parroquias urbanas gebildet:
- Ángel Polibio Chávez
- Gabriel Ignacio Veintimilla
- Guanujo (⊙)

Ángel Polibio Chávez und Gabriel Ignacio de Veintimilla gründeten am 23. April 1884 die Provinz Bolívar.
Die Einwohnerzahl des Municipios betrug im Jahr 2010 55.374. Für die Stadt Guaranda (urbaner Bereich des Municipios) wurde eine Einwohnerzahl von 23.874 ermittelt.

## Geschichte
Guaranda wurde 1534 von Sebastián de Belalcázar an der Stelle einer Siedlung der Chimbo gegründet, deren Bewohner dem von der Küste vorrückenden Pedro de Alvarado, des Hauptkonkurrenten Belalcázars um die Eroberung der Andenregion um das heutige Quito, Widerstand geleistet hatten. In der Kolonialzeit gehörte Guaranda zum Corregimiento Chimbo, das der Real Audiencia de Quito bzw. dem Vizekönigreich Neugranada unterstand. 1775 wurde Guaranda durch ein Erdbeben nahezu völlig zerstört und nach seinem Wiederaufbau Sitz des Corrigimiento Chimbo. Vom frühen 19. Jahrhundert bis zur Fertigstellung der Eisenbahnlinie Guayaquil – Quito Anfang des 20. Jahrhunderts war Guaranda eine bedeutende Durchgangsstation von nationaler Bedeutung. Guaranda liegt ca. 60 km von Riobamba entfernt, was etwa einer Stunde Busfahrt entspricht. 

## Kultur
In Ecuador ist die Stadt vor allem für ihren Karneval bekannt, in dem der Brauch der Karnevalsscherze in eigentlich unüblicher, ausgeprägteren Art durchgeführt wird. So wird man anders als in den meisten anderen Städten Ecuadors in Guaranda nicht nur mit Wasser bespritzt, sondern auch beispielsweise mit Mehl oder Eiern beworfen. 
An den Tagen vor und nach dem großen Karnevalsumzug in Riobamba finden sich dort zahlreiche Touristen ein, sowohl aus Ecuador als auch aus dem Ausland.

## Bistum
Guaranda ist Sitz des 1957 gegründeten römisch-katholischen Bistums Guaranda.

## In Guaranda geboren
- Fausto Gaibor García (1952–2021), Bischof von Tulcán
- Paúl Ambrossi (* 1980), Fußballspieler

## Nachweise
1. ↑  worldpopulation review: Ecuador 2018, abgerufen am 26. Februar 2018